# Мартинікський амазон
Мартинікський амазон (Amazona martinicana) — вимерлий птах родини папугових. Можливо був підвидом Амазона імператорського (Amazona imperialis).

## Зовнішній вигляд
Голова, потилиця й нижня частина були сірі, спина — зелена. Вважається, що цей папуга був дуже схожий на також вимерлого фіолетового амазона (Amazona violacea). Уперше про цього папугу згадує Жан-Батист Лабат в 1742 році.

## Розповсюдження
Жив на острові Мартиніка (Малі Антильські острови).

## Спосіб життя
Вважається, що цей вид вимер до 1800 року, швидше за все через руйнування природного середовища проживання.